# Eugene Worley
Francis Eugene Worley (* 10. Oktober 1908 in Lone Wolf, Oklahoma; † 17. Dezember 1974 in Naples, Florida) war ein US-amerikanischer Jurist und Politiker. Zwischen 1941 und 1950 vertrat er den Bundesstaat Texas im US-Repräsentantenhaus; anschließend wurde er Bundesrichter.

## Werdegang
Im Jahr 1922 zog Eugene Worley nach Shamrock in Texas, wo er die öffentlichen Schulen besuchte. Danach studierte er bis 1928 am Texas Agricultural and Mechanical College. Nach einem anschließenden Jurastudium an der University of Texas in Austin und seiner 1935 erfolgten Zulassung als Rechtsanwalt begann er in Shamrock in diesem Beruf zu arbeiten. Gleichzeitig schlug er als Mitglied der Demokratischen Partei eine politische Laufbahn ein. Zwischen 1935 und 1940 saß er als Abgeordneter im Repräsentantenhaus von Texas.
Bei den Kongresswahlen des Jahres 1940 wurde Worley im 18. Wahlbezirk von Texas in das US-Repräsentantenhaus in Washington, D.C. gewählt, wo er am 3. Januar 1941 die Nachfolge von John Marvin Jones antrat. Nach vier Wiederwahlen konnte er bis zu seinem Rücktritt am 3. April 1950 im Kongress verbleiben. Diese Zeit war von den Ereignissen des Zweiten Weltkrieges und dessen Folgen bestimmt. Zwischen Dezember 1941 und August 1942 nahm Worley während seiner Zeit als Kongressabgeordneter aktiv als Offizier der US Navy am Kriegsgeschehen teil. Von 1943 bis 1945 war er Vorsitzender eines Wahlausschusses.
Worleys Rücktritt erfolgte nach seiner Ernennung zum Bundesrichter am Zoll- und Patentgericht, wo er die Nachfolge von Charles Sherrod Hatfield antrat. Im Jahr 1959 wurde er Vorsitzender dieses Gerichts. Er starb am 17. Dezember 1974 in Naples.